# Nova Llevor
Nova Llevor, era una publicació setmanal, editada a Igualada l'any 1905. Portava el subtítol Setmanari autonomista.

## Descripció
La redacció i l'administració eren al carrer de l'Argent, núm. 7. S'imprimia als tallers de Nicolau Poncell.
El primer número es va publicar el 13 de maig de 1905 i el darrer, el 29, portava la data de 25 de novembre del mateix any. Aleshores, va ser suspesa, tot i que van sortir tres números més, amb el mateix títol i capçalera, però editats al Vendrell. Tenia vuit pàgines i dues columnes. El format era de 27 x 17 cm.
A la capçalera, d'estil modernista, “hi trobem uns elements significatius que enllacen amb la lluita que preconitzaven: un sol amb la paraula “Llibertat”, unes muntanyes de Montserrat encadenades, una dona amb un cistell on hi podem llegir la paraula “Autonomia”, i un escut d'Igualada dins un escut de Catalunya. Tots aquests elements tenen com a lligam un camp de blat amb un camperol que sega. El dibuix està emmarcat per unes espigues i roselles”.

## Continguts
Era una publicació en català que informava del moviment catalanista. Era portaveu del Centre Autonomista i en el primer número es defineixen com a “soldats decidits de l'exèrcit d'avansada amb que Catalunya lluyta per sos drets, per les seves reivindicacions i per la seva vida”. Anava contra el caciquisme i, en les eleccions municipals, feia campanya a favor de la Candidatura Autonomista per a Regidors. Amb el núm. 10 (15 juliol), va repartir la monografia El nacionalisme català de Domingo Martí i Julià, president de la Unió Catalanista.
“El seu caràcter combatiu li va valer moltes denúncies i, finalment, la suspensió definitiva”.
N'eren redactors o col·laboradors: Remigi Juncà, Anton Busquet Punset, Pere Vich, Lluís Manau Avellanet, Ernest Vila Vidal i Pere Riba Ferrer, entre d'altres.

## Localització
- Biblioteca Central d'Igualada. Plaça de Cal Font. Igualada (col·lecció completa i relligada)